# 烏拉爾地區卡緬斯克
56°25′N 61°56′E / 56.417°N 61.933°E
烏拉爾地區卡緬斯克（俄语：Ка́менск-Ура́льский）是俄羅斯斯維爾德洛夫斯克州南部的一個城市，位於卡緬卡河和伊謝季河會合之處。2002年人口186,153人。
1701年建城，1935年4月20日設市。1940年改為現名。